# Creu de terme de Provençana
La Creu de terme de Provençana és una creu de terme de l'Hospitalet de Llobregat (Barcelonès) situada a la plaça davant de l'ermita de Santa Eulàlia de Provençana.
És una creu de ferro situada sobre un pedestal en forma de prisma de secció quadrada acabat en punta i fet de pedres irregulars. Tot plegat enmig d'un parterre i envoltat de vegetació arbustiva, en una cantonada de la plaça existent davant l'ermita romànica de Santa Eulàlia.
El 1703, el propietari de la masia Ca n'Alós, veí de l'ermita, Josep d'Alós i Ferrer -militar barceloní- va comprar la llança del terreny d'aquesta precària capella per 250 lliures, acceptant l'obligació d'invertir-ne cent més en la reedificació de la caseta de la capella al peu del camí de Barcelona a Santa Creu de Calafell. El 1785, Juan de Ponsich i Alós, aleshores el senyor de Ca n'Alós, va manar construir la creu de terme.